# Harsdorf
Harsdorf là một đô thị thuộc huyện Kulmbach bang Bayern nước Đức

## Các khu vực dân cư
Harsdorf is arranged in the following boroughs:
| - Altenreuth - Brauneck - Harsdorf - Haselbach - Hettersreuth - Holzlucken - Lettenhof | - Oberlaitsch /Seyerhaus - Oberlohe - Ritterleithen - Sandreuth - Unitz - Unterlohe - Zettmeisel |